# David Atkins
David Atkins (ur. 11 grudnia 1955 w Sydney) – australijski aktor, tancerz i choreograf.